# ثوبان (الديس)
'

تعديل مصدري - تعديل

ثوبان هي إحدى قرى عزلة الديس بمديرية الديس التابعة لمحافظة حضرموت، بلغ تعداد سكانها 711 نسمة حسب تعداد اليمن لعام 2004.